# Magny (Yonne)
Magny település Franciaországban, Yonne megyében. Lakosainak száma 872 fő (2022. január 1.). Magny Cussy-les-Forges, Avallon, Saint-Brancher, Saint-Germain-des-Champs, Sauvigny-le-Bois és Guillon-Terre-Plaine községekkel határos.

## Népesség
A település népességének változása:
| Lakosok száma | 860  | 859  | 886  | 866  | 870  | 873  | 874  | 875  | 872  |
|               | 2013 | 2015 | 2016 | 2017 | 2018 | 2019 | 2020 | 2021 | 2022 |